# روسالیا چای چوک
روسالیا چای چوک (اسپانیایی: Rosalia Chay Chuc‎) سرآشپز اهل مکزیک است که در زمینهٔ باربیکیو تخصص دارد و یکی از دلایل شهرتش استفاده از روش‌های آشپزی باستانی مایا که قدمتش به سال ۴۰۰ بازمی‌گردد. برنامهٔ شفز تیبل یکی از اپیزودهای خود را به او اختصاص داد. چای چوک رستوران ندارد و تنها به اندازه ۱۰ تا ۱۲ نفر غذا درست می‌کند و در منزلش آن را به مشتریان عرضه می‌کند. وی به زبان‌های مایایی و اسپانیایی سخن می‌گوید. تمام مواد اولیهٔ غذا به‌طور طبیعی در زمین اجدادی خانواده اش کشت می‌شود. رزرو یک وعده غذایی آخر هفته دو و نیم ساعته در منزل او از طریق ایمیل انجام شده و غذا شامل یک منوی پنج وعده‌ای کوچک و تکه‌هایی از کوچینیتا پیبیل (گوشت خوک برشته مایایی) است.